# August Eustachiewicz
August Marceli Eustachiewicz (ur. 1861 w Starym Siole, zm. 1 grudnia 1919 w Wilnie)  – polski inżynier, urzędnik kolejowy.

## Życiorys
August Marceli Eustachiewicz urodził się w 1861 w Starym Siole. Uzyskał maturę w kształceniu realnym. Od 1878 do 1884 studiował na Wydziale Inżynierii Szkoły Politechnicznej we Lwowie. W tym czasie był członkiem komisji lustracyjnej w uczelnianej Bratniej Pomocy (1881/1882 i 1882/1883).
Wstąpił do służby w C. K. Kolejach Państwowych i od około 1885 był urzędnikiem Dyrekcji Ruchu we Lwowie, od około 1886 urzędnikiem stacji Monasterzyska-Kalinowszczyzna (przydzielony do pracy w Buczaczu). Później przeszedł do pracy w C. K. Dyrekcji Ruchu w Krakowie, gdzie od około 1889 był asystentem w Oddziale VII (biuro rachunkowe) w C. K. Dyrekcji Ruchu w Krakowie, od około 1890 był asystentem w Oddziale II (inspektorat konserwacji), od około 1893 adjunktem tamże. Następnie, nadal w ramach C. K. Dyrekcji Kolei Państwowych w Krakowie, przeszedł do działu sekcji konserwacji linii i od około 1896 był zastępcą naczelnika sekcji Rzeszów.
W Rzeszowie działał społecznie. Działał w towarzystwie „Przyjaźń”. Był działaczem rzeszowskiego gniazda Polskiego Towarzystwa Gimnastycznego „Sokół”, w maju 1898 wybrany członkiem wydziału i zastępcą prezesa. Ponadto udzielał się w redakcji tygodnika „Głos Rzeszowski”.
Ze stanowiska zastępcy naczelnika c. k. sekcji konserwacji w Rzeszowie pod koniec 1898 został mianowany na stanowisko naczelnika c. k. sekcji konserwacji w Skale, w ramach sekcji konserwacji kolei C. K. Dyrekcji Kolei Państwowych w Stanisławowie, i sprawował tę posadę w randze starszego komisarza budownictwa. Około 1908 posada naczelnika w Skale była nieobsadzona, a Eustachiewicz pozostawał wówczas tamtejszym urzędnikiem. W sierpniu 1908 został zwolniony z posady zarządczej nadkomisarza budownictwa Austriackich Kolei Państwowych przy c. k. utrzymania kolei w Skale. Potem był emerytowanym urzędnikiem kolei austro-węgierskich.
W trakcie zatrudnienia w Skale na początku listopada 1907 odniósł obrażenia podczas jazdy drezyną, która pomiędzy Borszczowem a Wołkowcami wykoleiła się wskutek podłożenia na tory kamienia. Udzielał się w polskim życiu narodowym w pobliskim Borszczowie. 10 grudnia 1907 został uhonorowany przez radę gminną miasta Skały obywatelstwem honorowym. Wyróżnienie otrzymał za gorliwą i ofiarną pracę obywatelską, szczególnie w czasie akcji ratunkowej dla pogorzelców w pożarach w 1899 i w 1907. W Borszczowie był działaczem Towarzystwa Szkoły Ludowej.
U kresu I wojny światowej mając 58 lat przyłączył się jako strzelec-ochotnik do obronie Lwowa podczas wojny polsko-ukraińskiej. Zyskał wtedy przydomek „Dziadzio”. W relacjach określony jako 60-letni starzec, przystąpił jako ochotnik do strony polskiej, a w pierwszych dniach listopada 1918 w jego mieszkaniu przy ulicy Kadeckiej 6 zbierali się i odpoczywali polscy żołnierze. Był uważany za najstarszego wiekiem żołnierza polskiego walczącego wówczas o Cytadelę.
Pod koniec maja 1919 został powołany do służby Wojskowych Kolei Litewskich i objął stanowisko zastępcy dowódcy tychże w Wilnie. Jednocześnie został mianowany inżynierem wojskowych kolei w randze majora. Wraz z powołanym pod koniec czerwca 1919 dowódcą WKL, kpt. Helebrandtem przyczynił się do rozwoju całej jednostki. W listopadzie 1919 Helebrandt został aresztowany na skutek intryg i nadużyć finansowych funkcjonariuszy dowództwa. Po jego śmierci Eustachiewicz doznał rozstroju nerwowego i zapadł na zdrowiu. 1 grudnia 1919 w Wilnie popełnił samobójstwo strzałem z broni palnej. W prasie informowano wtedy, że był w sprawę nadużyć popełnionych na kolejach wojskowych litewskich. Przeprowadzone później w powyższej sprawie wojskowe dochodzenie sądowe wykazało, że August Eustachiewicz w sprawę nadużyć nie był zamieszany ani bezpośrednio ani pośrednio i w tej sprawie żadnej winy nie ponosił, o czym poinformowano w październiku 1920.
Zarządzeniem prezydenta RP Ignacego Mościckiego z 4 listopada 1933 został pośmiertnie odznaczony Krzyżem Niepodległości za pracę w dziele odzyskania niepodległości.